# Bride Hard
Bride Hard ist ein US-amerikanischer Spielfilm aus dem Jahr 2025 unter der Regie von Simon West nach einem Drehbuch von Shaina Steinberg. Hauptrollen übernahmen in der Actionkomödie Rebel Wilson, Anna Camp, Justin Hartley und Anna Chlumsky.

## Handlung
Samantha „Sam“ Doolan soll Trauzeugin ihrer besten Freundin Betsy werden. Allerdings ist sie als Geheimagentin tätig und muss bereits beim Junggesellinnenabschied, den sie kurzfristig nach Paris verlegt hatte, die Feier wegen eines Einsatzes verlassen, um eine Biowaffe abzufangen. Die Braut ist daraufhin von Sam enttäuscht und lädt sie nur als Brautjungfer zur Hochzeit ein. Die Aufgaben der Trauzeugin überträgt sie an Virginia, die Schwester ihres Verlobten Ryan Caldwell.
Sams Betreuerin Nadine drängt sie, trotzdem zur Hochzeit zu gehen. Auf der Hochzeitsfeier auf einer privaten Insel der Caldwells in Savannah im US-Bundesstaat Georgia flirtet Sam mit dem Trauzeugen Chris Dalio, sehr zum Missfallen von Virginia. Nachdem Sam versucht, Betsy die Heirat mit Ryan auszureden, bitte Betsy Sam die Feier zu verlassen. 
Bevor sich Betsy und Ryan das Ja-Wort geben können nimmt eine Gruppe bewaffneter Söldner unter der Führung von Kurt die Hochzeitsgesellschaft als Geiseln. Kurt fordert Zugang zum Tresor der Caldwells, für dessen Öffnung die Ringe der Caldwells notwendig sind. Es stellt sich heraus, dass Chris, der Sohn eines inhaftierten ehemaligen Geschäftspartners der Caldwells, mit Kurt unter einer Decke steckt. Ryan wird ins Bein geschossen. Nachdem Sam nicht als Geisel genommen wurde überwältig sie einige Söldner und kämpft mit Chris.
Betsy entdeckt bei einem Blick aus dem Fenster Sam, wie sie sich ihren Weg in die Küche erkämpft, und überredet Kurt, sie Essen für die Geiseln zu organisieren. In der Küche trifft Betsy auf Sam, die Chris Ryans Ring abgenommen hat. Die Geiselnehmer begeben sich daher auf die Suche nach Sam, während die anderen Geiseln durch einen Geheimgang flüchten. Mit Hilfe von Sams Ring können die Söldner den Tresor öffnen und zahlreiche Goldbarren stehlen. Außerdem findet sich eine Festplatte, mit deren Inhalt Chris glaubt, die Unschuld seines Vaters beweisen zu können.
Bevor sie Kurt töten kann flüchten Sam und Chris in die Whiskybrennerei der Familie, wo die Söldner sie bei lebendigem Leib kochen lassen. Betsy kehrt zurück, um die beiden zu retten. Sam und Betsy nehmen die Verfolgung der Geiselnehmer in einem Luftkissenfahrzeug über das Gelände auf und schaffen es, Kurt zu überwältigen. Bald darauf trifft Sams Rettungsteam ein, dass die Geiselnehmer festnimmt.
Eine improvisierten Hochzeitszeremonie am Bahnhof wird von Chris unterbrochen, der im Haus der Caldwells Sprengsätze verteilt hat. Sam nimmt ihm den Zünder ab und erklärt, dass die Festplatte beweise, dass sein Vater mit Kriminellen zusammengearbeitet hatte. Beim Fangen des Brautstraußes drückt Sam versehentlich auf den Auslöser für die Sprengsätze in der Caldwell-Villa. Virginia gibt Sam die Rolle der Trauzeugin zurück, die nach einer Ansprache die Gesellschaft zur Verschwiegenheit über ihr Leben als Geheimagentin verpflichtet.

## Produktion und Hintergrund
Der Film wurde von Balcony 9 Productions, Copper Island, Gramercy Park Media und Bride Hard Films produziert, als Produzent fungierten Joel David Moore, Max Osswald, Cassian Elwes, Colleen Camp und Jason Ross Jallet. Den Vertrieb übernahm in Deutschland Constantin Film.
Die Dreharbeiten begannen im Juli 2023 in Savannah im US-Bundesstaat Georgia mit Genehmigung der Gewerkschaft SAG-AFTRA während des Streiks der Autoren und Schauspieler und wurden im August 2023 abgeschlossen. Bei den Dreharbeiten erlitt Rebel Wilson eine Verletzung im Gesicht, die genäht werden musste.
Die Kamera führte Alan Caudillo, die Montage verantworteten Andrew MacRitchie und Todd E. Miller und die Musik schrieb Ryan Shore. Das Production-Design gestaltete Marek Dobrowolski und das Kostümbild Salvador Pérez Jr. Rebel Wilson und Anna Camp standen zuvor unter anderem für Pitch Perfect, Pitch Perfect 2 und Pitch Perfect 3 gemeinsam vor der Kamera.

## Veröffentlichung
In den USA kam der Film am 20. Juni 2025 in die Kinos. Der deutsche Kinostart ist für den 28. August 2025 geplant.

## Rezeption
Alva Frankenstein urteilte auf tvmovie.de, dass der Film keine perfekte Actionkomödie sei, dafür zündeten zu viele Witze nicht und manche Effekte wirkten billig. Aber er sei ein Plädoyer für echte Freundschaft.
Helena Berg vergab auf filmstarts.de zwei von fünf Sternen. Wer Lust auf Kämpfe in High Heels habe, bekomme einiges geboten, die übrigen Erzählstränge wurden in anderen Filmen von Stirb langsam bis True Lies aber schon deutlich besser verhandelt.